# Trilla (Pyrénées-Orientales)
Trilla település Franciaországban, Pyrénées-Orientales megyében. Lakosainak száma 77 fő (2022. január 1.). Trilla Ansignan, Caramany, Trévillach, Pézilla-de-Conflent és Felluns községekkel határos.

## Népesség
A település népessége az elmúlt években az alábbi módon változott:
| Lakosok száma | 64   | 72   | 77   | 74   | 75   | 75   | 76   | 76   | 77   |
|               | 2013 | 2015 | 2016 | 2017 | 2018 | 2019 | 2020 | 2021 | 2022 |